# East Walworth (Dakota del Sur)
East Walworth es un territorio no organizado ubicado en el condado de Walworth en el estado estadounidense de Dakota del Sur. En el Censo de 2010 tenía una población de 375 habitantes y una densidad poblacional de 0,36 personas por km².

## Geografía
East Walworth se encuentra ubicado en las coordenadas 45°24′47″N 99°53′2″O / 45.41306, -99.88389. Según la Oficina del Censo de los Estados Unidos, East Walworth tiene una superficie total de 1031.23 km², de la cual 1014.34 km² corresponden a tierra firme y (1.64%) 16.88 km² es agua.

## Demografía
Según el censo de 2010, había 375 personas residiendo en East Walworth. La densidad de población era de 0,36 hab./km². De los 375 habitantes, East Walworth estaba compuesto por el 97.6% blancos, el 0% eran afroamericanos, el 1.6% eran amerindios, el 0% eran asiáticos, el 0% eran isleños del Pacífico, el 0% eran de otras razas y el 0.8% pertenecían a dos o más razas. Del total de la población el 1.07% eran hispanos o latinos de cualquier raza.